# Tumba de Francisco II de Bretaña
La tumba de Francisco II, duque de Bretaña, y de su mujer Margarita de Foix es un monumento funerario que se encuentra en la catedral de san Pedro y san Pablo de Nantes (Francia). Fue realizado en mármol de Carrara a comienzos del siglo XVI por Michel Colombe (escultor) y Jean Perréal (arquitecto).

## Historia
El conjunto, encargado por la duquesa Ana de Bretaña para honrar la memoria de sus padres, está considerado como una obra maestra de la escultura del Renacimiento francés. Es así mismo un monumento conmemorativo de la dinastía de los Montfort y se configura desde un punto de vista romántico como un símbolo importante de la historia de Bretaña, en tanto que tumba de la nacionalidad bretona en esta época clave en la que el homenaje al último duque de Bretaña fue impulsado precisamente por su hija, cuyo matrimonio había conducido a la unión del ducado de Bretaña al reino de Francia.
El monumento fue inicialmente designado bajo el nombre de «tumba de de los carmelitas». Debía esta apelación a su emplazamiento inicial, pues Francisco II había expresado el deseo de que su cuerpo descansara en la capilla de los carmelitas de Nantes, junto a su primera esposa, Margarita de Bretaña, a la cual debía su título de duque.
En 1499, Ana de Bretaña lanza el proyecto para ejecutar una tumba en la que debían sobresalir las estatuas yacentes de sus padres. Esta obra monumental fue pensada por el arquitecto y pintor Jean Perréal y ejecutada por el escultor Michel Colombe entre 1502 y 1507. En 1506, la duquesa y reina de Francia obtiene del papa Julio II la autorización para trasladar los restos de su madre, Margarita de Foix (que había sido inhumada en la catedral en 1487), a la tumba de la capilla de los carmelitas, lo que tuvo lugar en 1507. A su muerte, Ana de Bretaña fue inhumada en la basílica de Saint-Denis, como todos los monarcas capetos. Solo su corazón está ubicado en la tumba familiar.
En 1791, durante la Revolución francesa, los carmelitas de Nantes fueron dispersados y el mobiliario fue vendido. Un año después los edificios del convento de los carmelitas de Nantes son vendidos como bienes nacionales. Los tres ataúdes fueron trasladados a la cripta de la catedral y la tumba fue escondida para evitar su destrucción. Este acto se ha atribuido tanto a Jean-Baptiste Ogée, como a Mathurin Crucy. Cuando la tumba fue encontrada de nuevo, en 1800, el propio Mathurin Crucy propuso reutilizar la tumba para que sirviiera de base de una columna conmemorativa. Esta proposición fue rechazada por el prefecto El Tourneur, y el monumento fue finalmente transferido a la catedral en 1817.
La tumba está clasificada como monumento histórico desde 1862.

## Descripción
El monumento está constituido por un sarcófago masivo rectangular de 3,90 m por 2,33 m y 1,27 m de altura, y se eleva sobre un zócalo de mármol negro de Lieja. Las dos estatuas yacentes presentan los ojos cerrados y las manos entrelazadas en actitud de oración. Están representados recostados, uno al lado del otro, en una iconografía típica de la Edad Media tardía. Sus cabezas descansan sobre unas espesas almohadas que mantienen tres ángeles arrodillados y a sus pies se sitúa un lebrel, símbolo de fidelidad, y un león, símbolo de fuerza. En las cuatro esquinas de la tumba se elevan cuatro estatuas femeninas, representando cada una de las virtudes cardinales: la justicia, la fuerza, la templanza y la prudencia.
Las paredes laterales del sarcófago están separadas por una ancha cornisa de mármol negro en dos registros superpuestos sobre los cuales figuran delicadas esculturas ubicadas en pequeños nichos. El registro superior está decorado de pilastras en bajorrelieve que enmarcan los nichos de mármol rojo que albergan a los santos patrones de los dos finados (San Francisco de Asís y santa Margarita), Carlomagno y San Luis, así como los Doce Apóstoles (seis en cada de los lados). En el registro inferior se suceden unas plañideras vestidas de negro enmarcadas en pequeños medallones con forma de concha de mármol verde.
El mausoleo combina elementos estilísticos diferentes, «las estatuas yacentes en estilo tradicional y una ornamentación renacentista en las paredes laterales en las que se integran las estatuillas de los Apóstoles de estilo gótico tardío y las plañideras».

### Las estatuas yacentes
Francisco II y Margarita de Foix están representados con las manos entrelazadas y los ojos cerrados; llevan un vestido de aparato (grandes abrigos forrados de armiño) y una corona con flores de lis. El duque lleva un collar con el distintivo de la "Ordre del Hermine y del Épi".

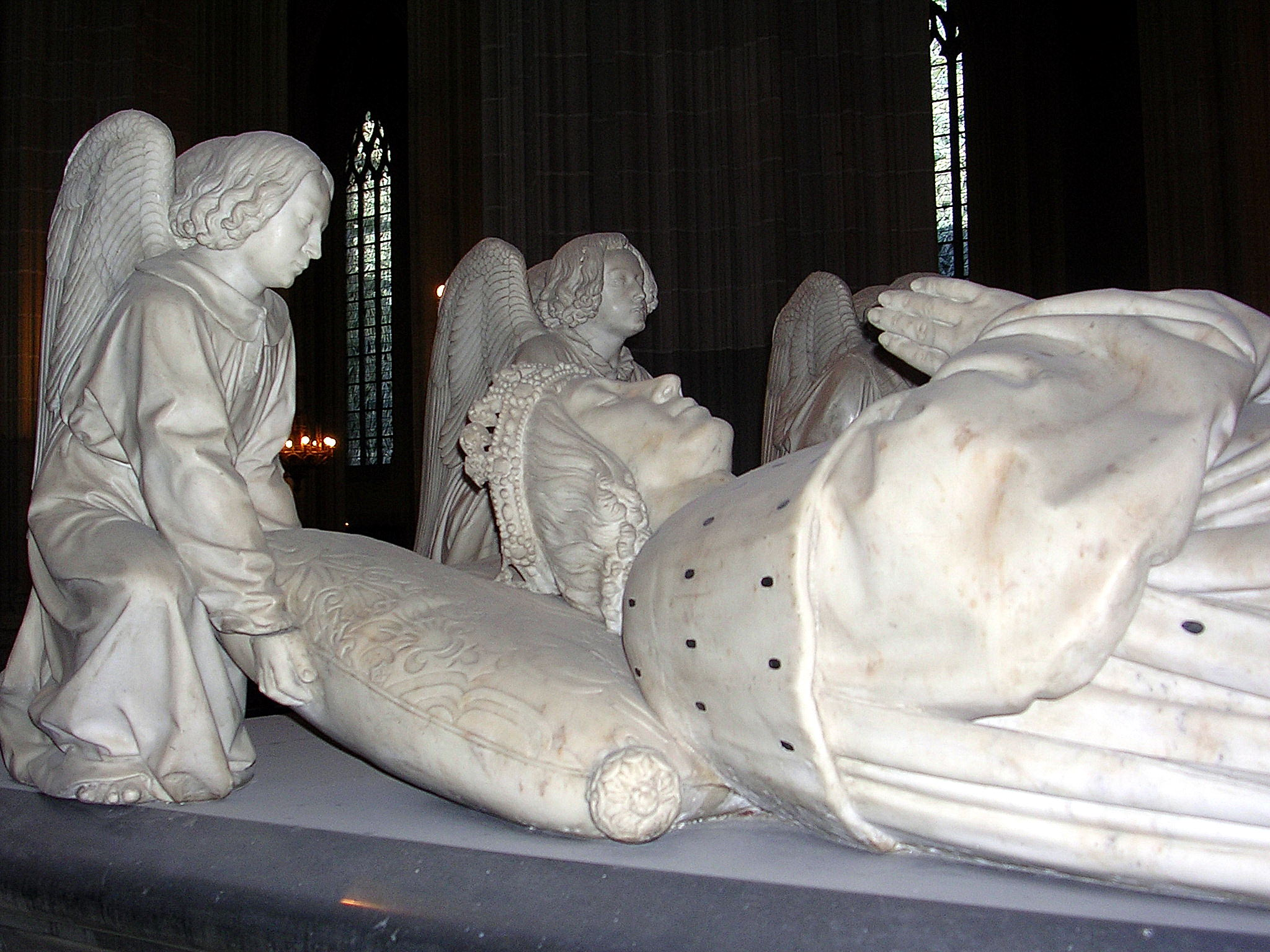
Detalla de la estatua yacente del duque.
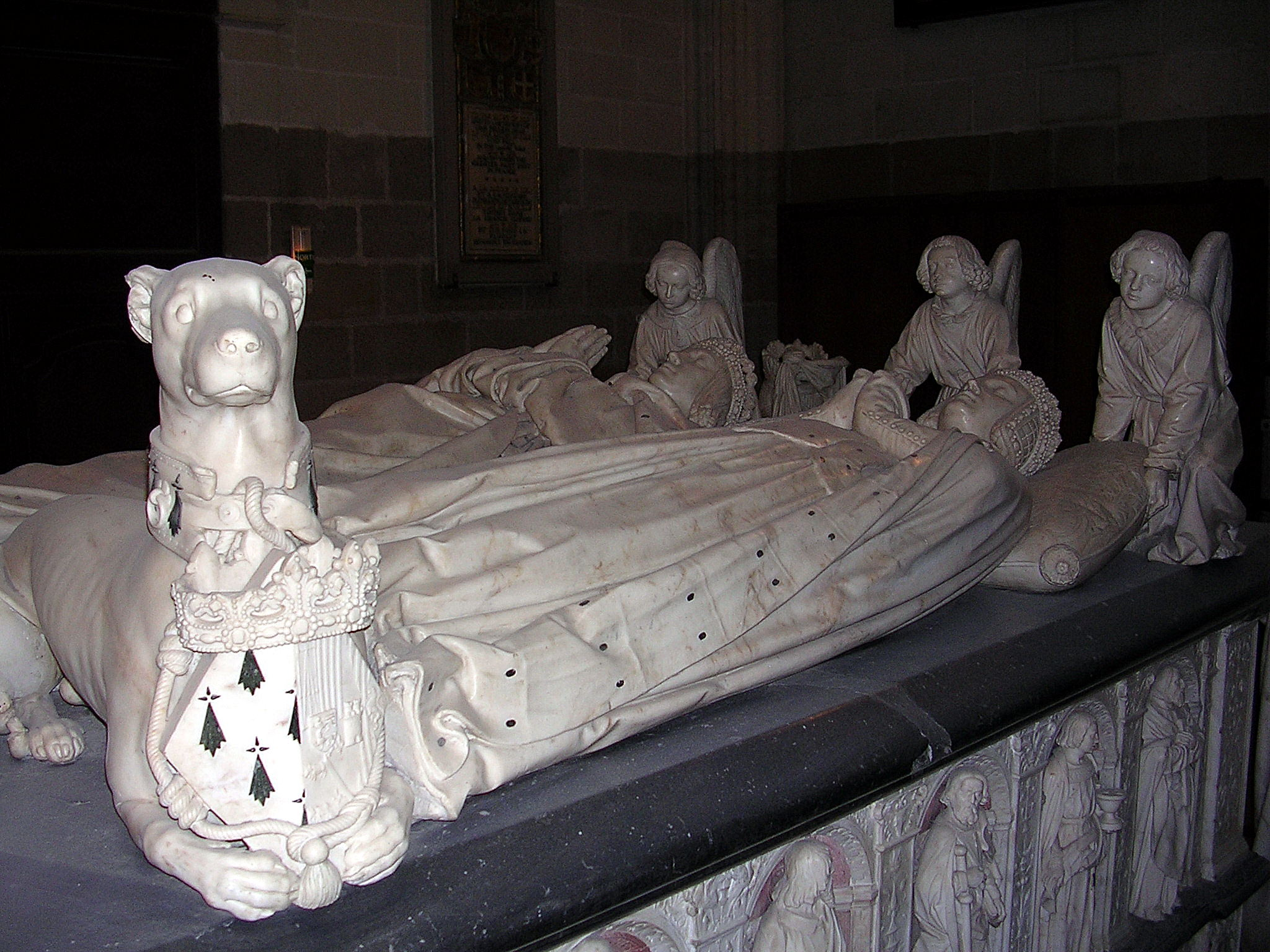
Vista de las dos estatuas yacentes.

### Las estatuas de los ángulos
Las figuras alegóricas femeninas representan las cuatro virtudes cardinales, indicadoras del camino virtuoso que el príncipe y que todo hombre están llamados a seguir

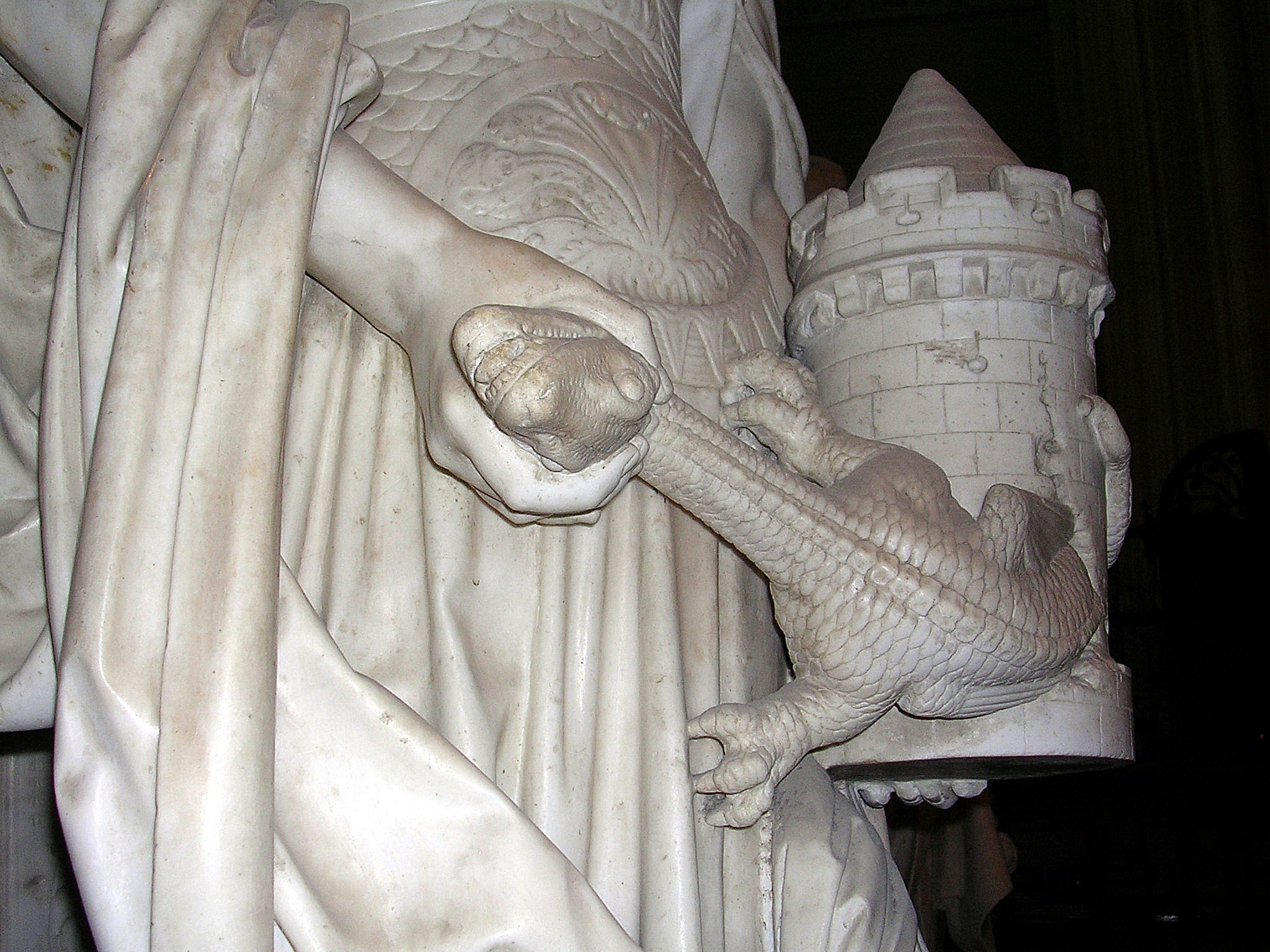
El dragón extirpado de la torre del homenaje (detalle)

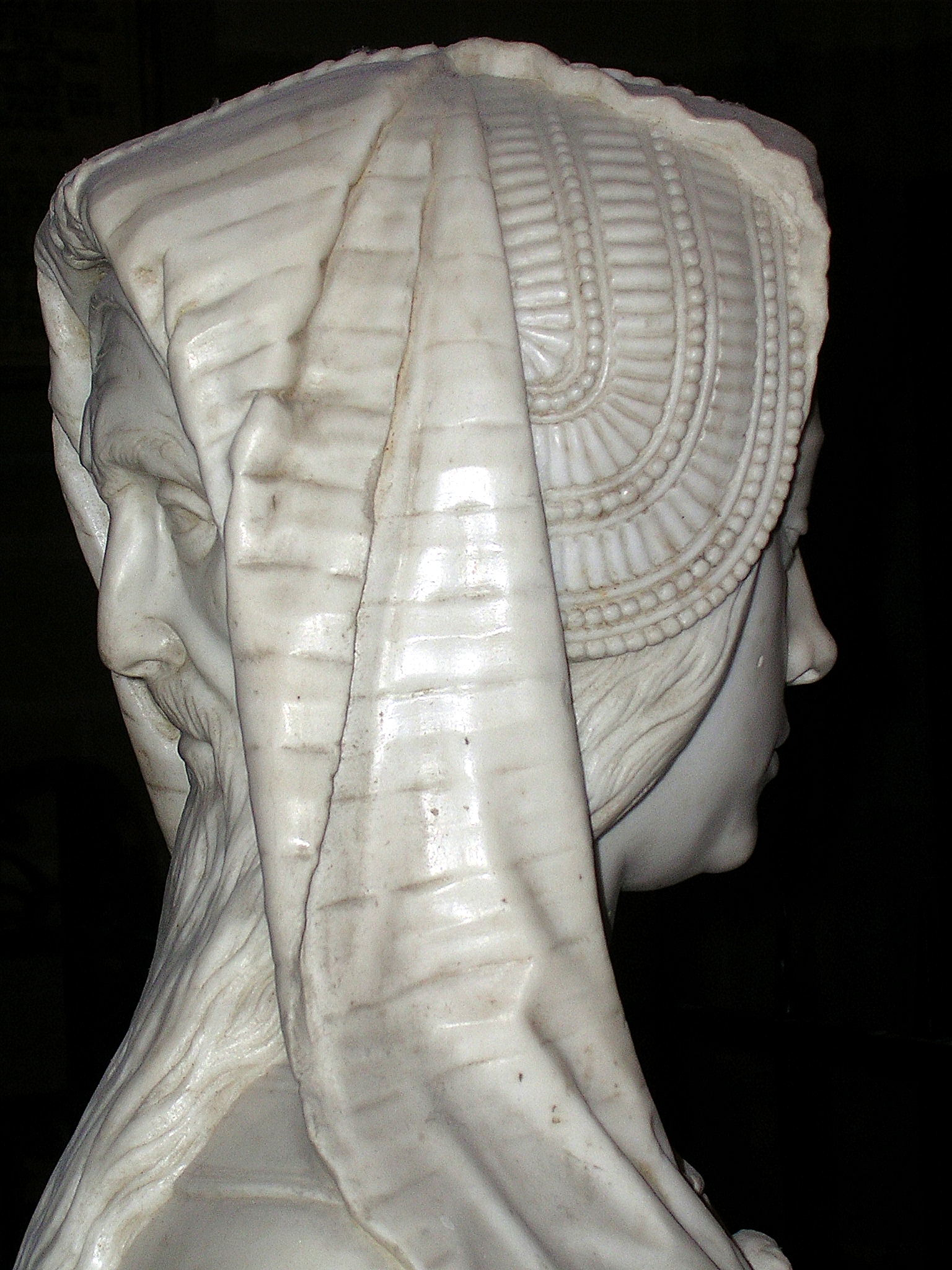
El busto bifronte de la Prudencia

Las cuatro virtudes cardinales
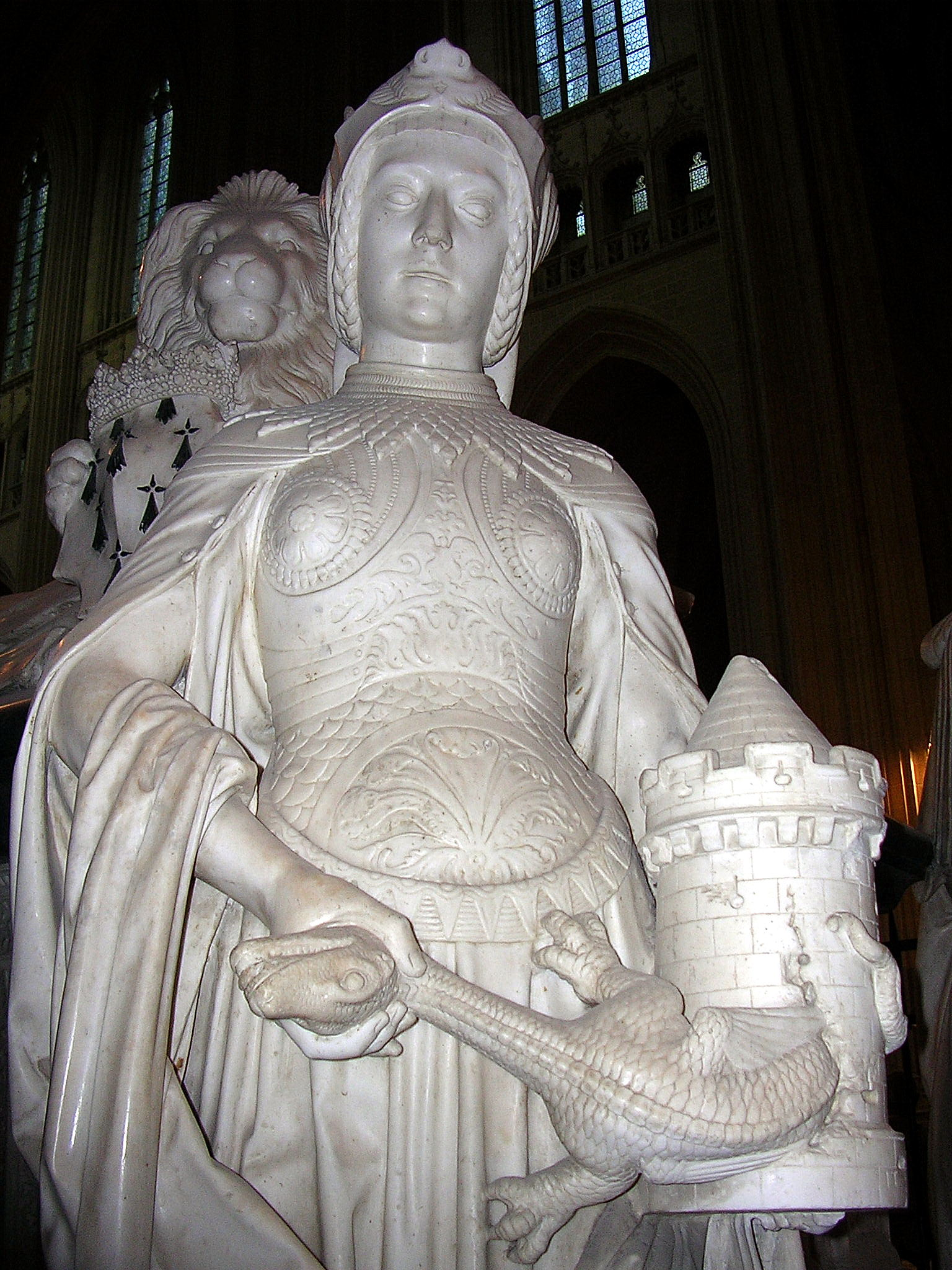
La Fuerza
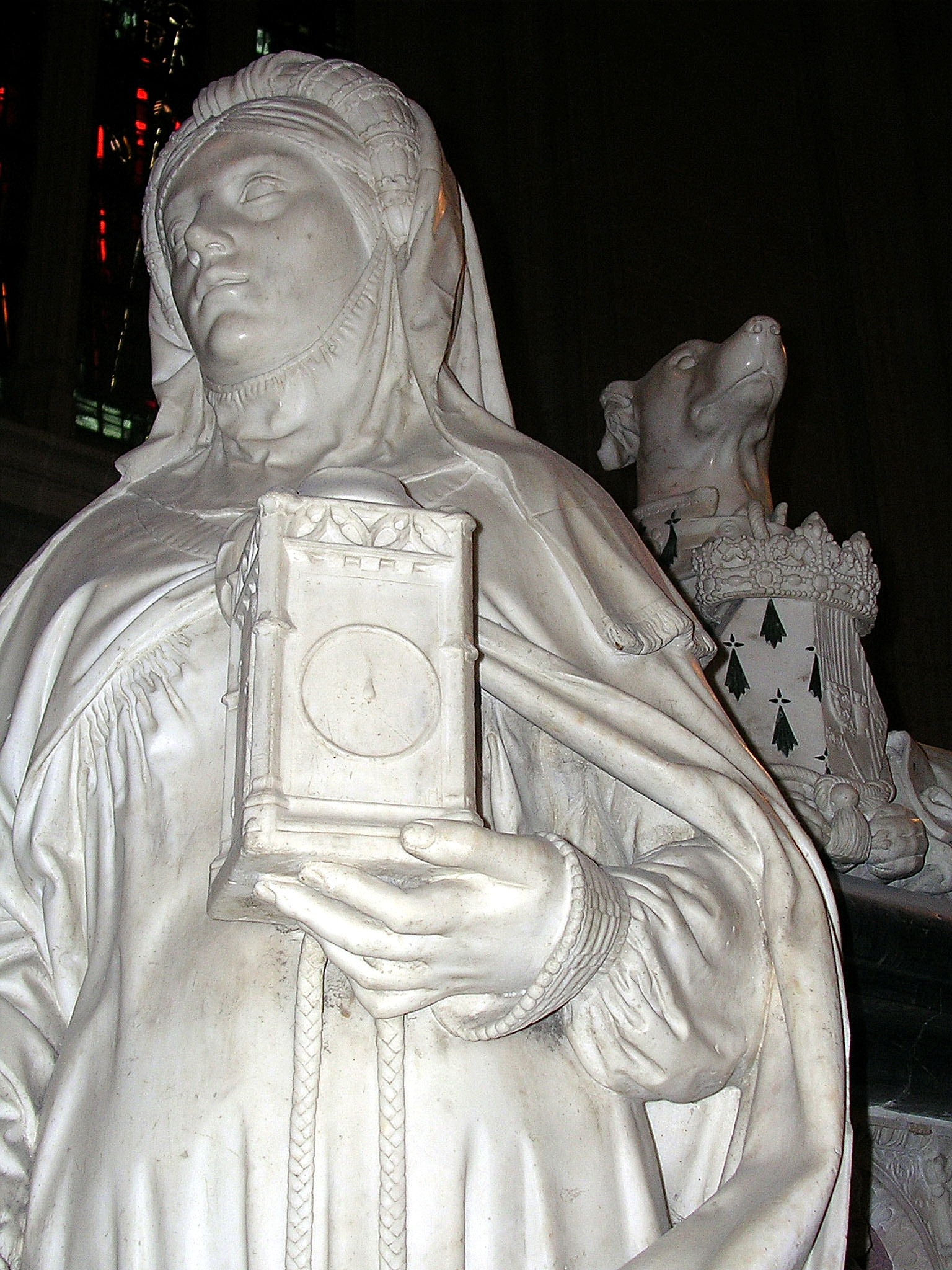
La Templanza
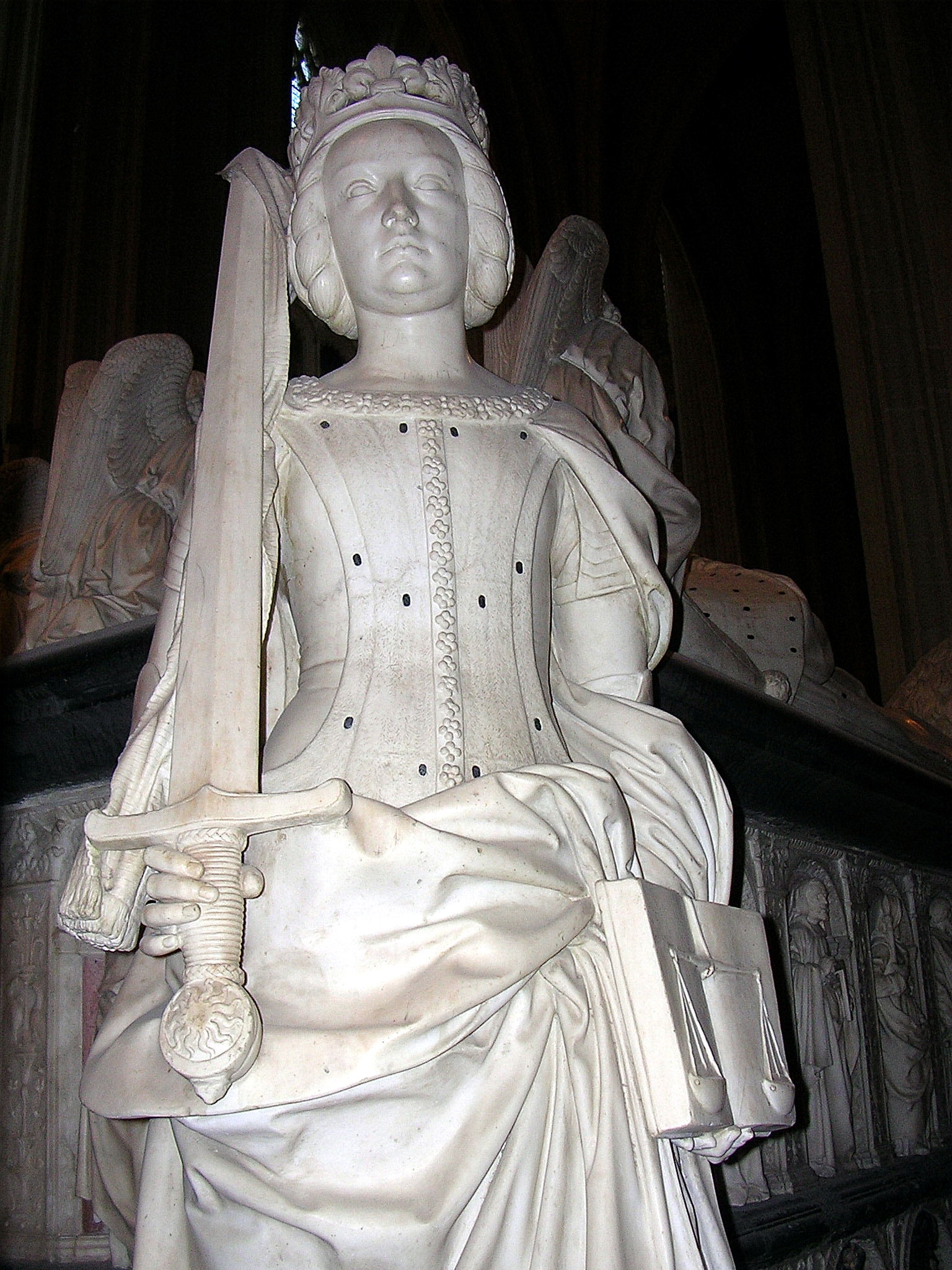
La Justicia
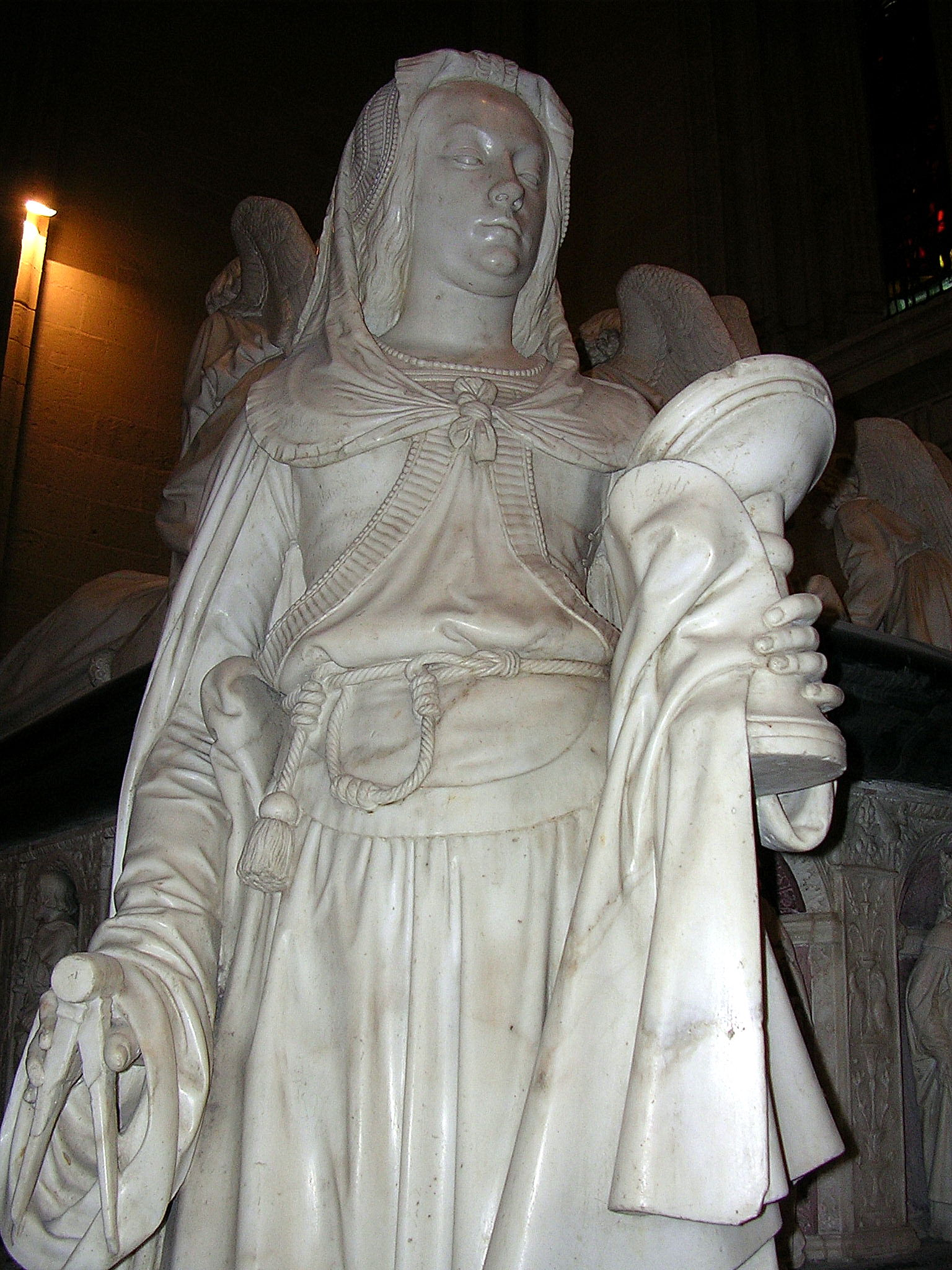
La Prudencia

### El león y el lebrel
Recostado a los pies del duque, el león está girado hacia el exterior. Presenta, entre sus patas delanteras, un escudo romboidal en el que figuran las armas de Bretaña sobre las que se alza una corona (el león es un símbolo clásico en la heráldica bretona).

El lebrel, orientado del lado opuesto del león, está recostado a los pies de la duquesa. A su collar adornado de armiños está atada la Orden de la Cordelière, creada por Ana de Bretaña tras la muerte de sus parientes. Presenta entre sus patas delanteras el escudo de Bretaña (parte izquierda) y de Foix-Béarn-Navarra (parte derecha), armas heredadas de su padre Gastón IV de Foix-Béarn y de su madre Leonor I de Navarra.

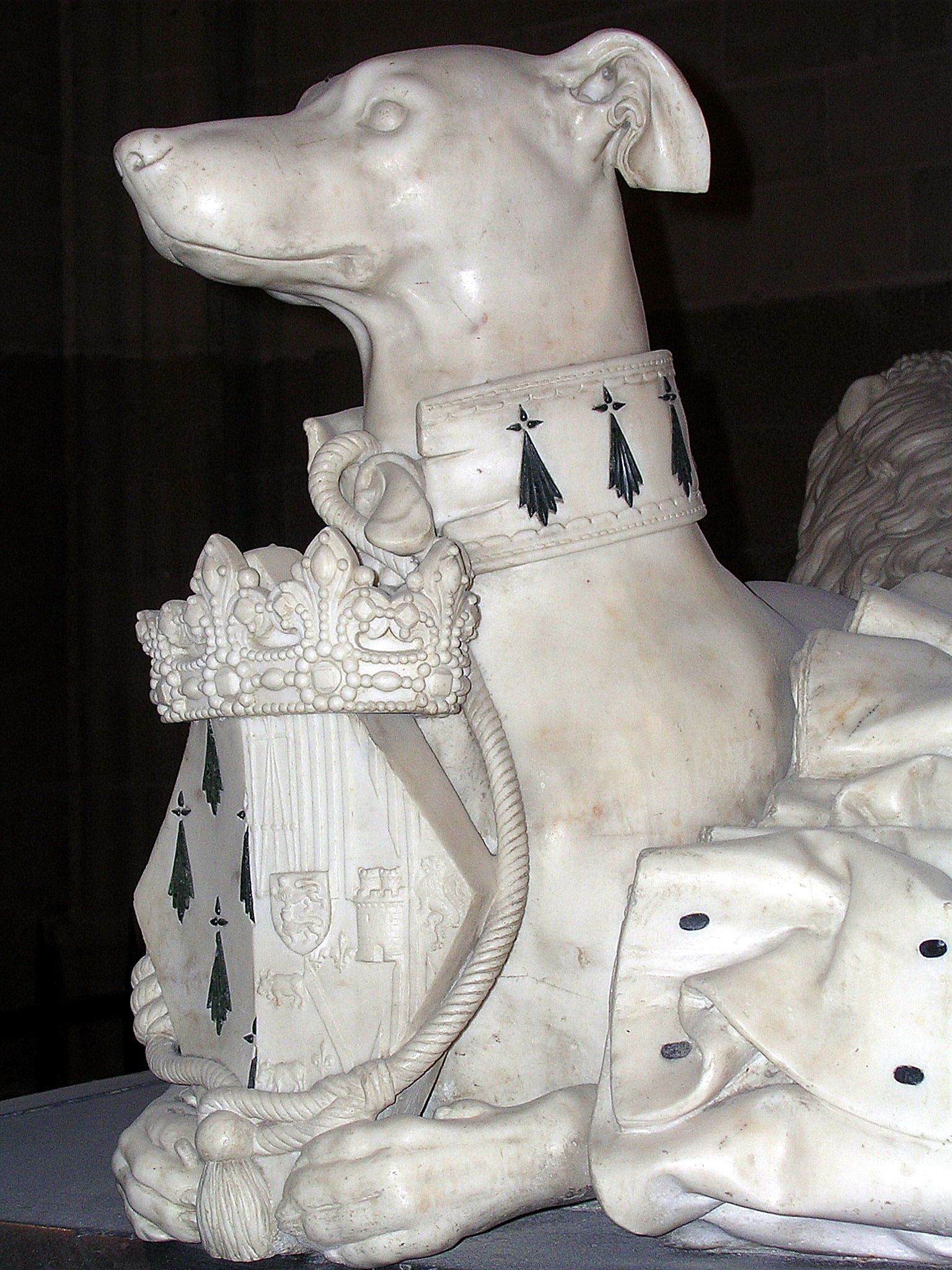
El lebrel, símbolo de fidelidad
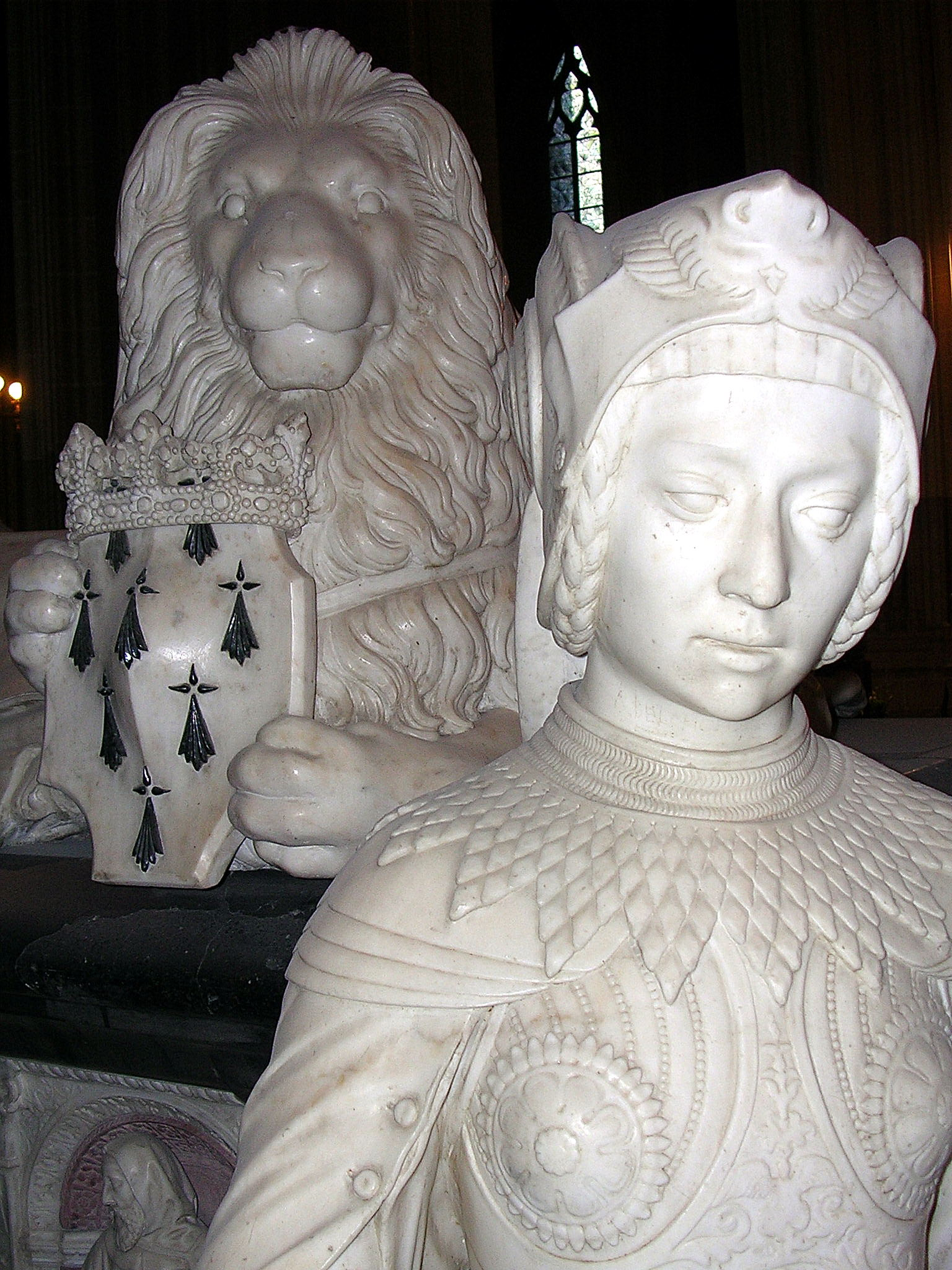
Detrás de la Fuerza, el león con las armas de Bretaña

### Carlomagno, San Luis y los apóstoles

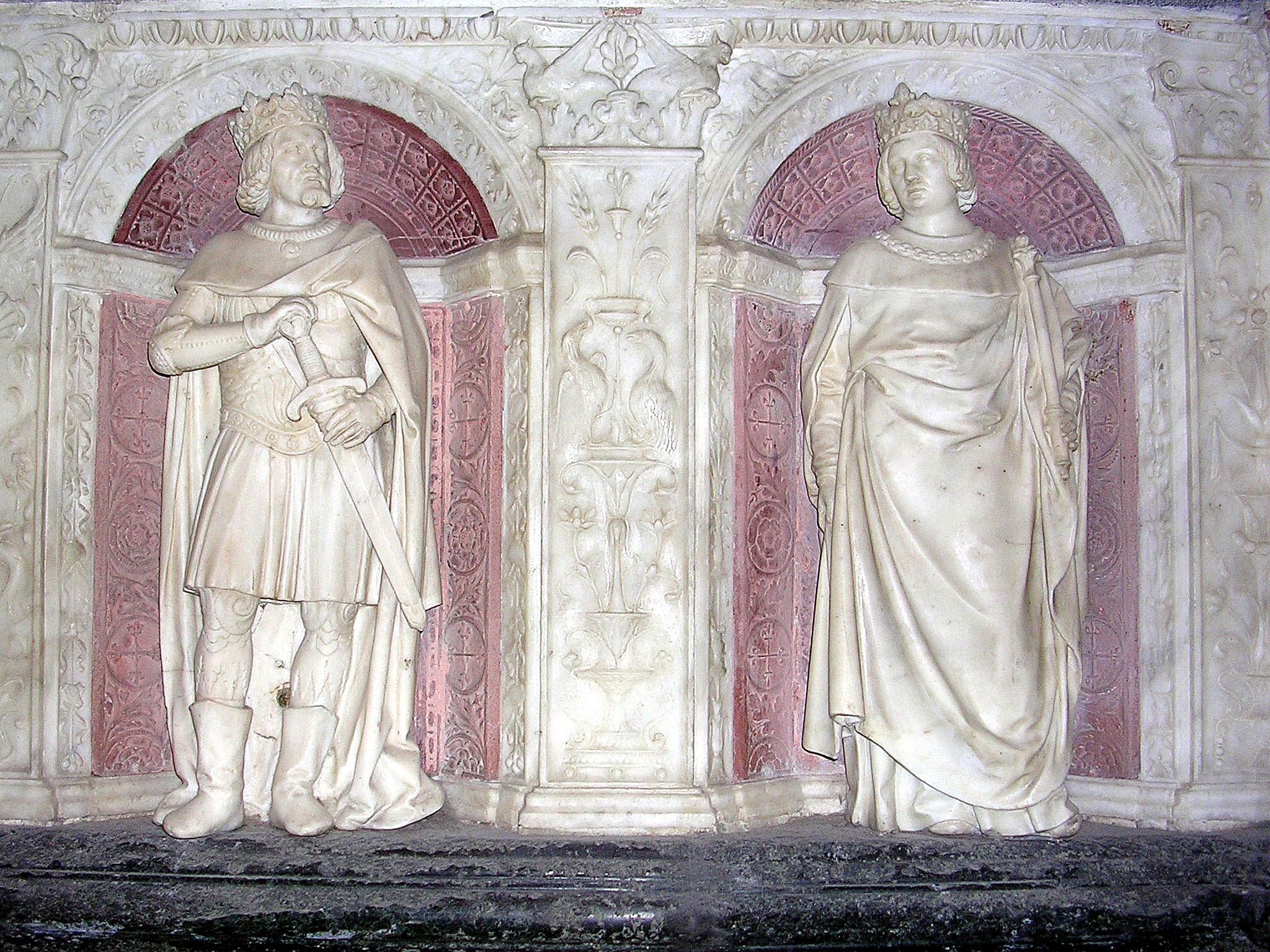
Carlomagno y San Luis
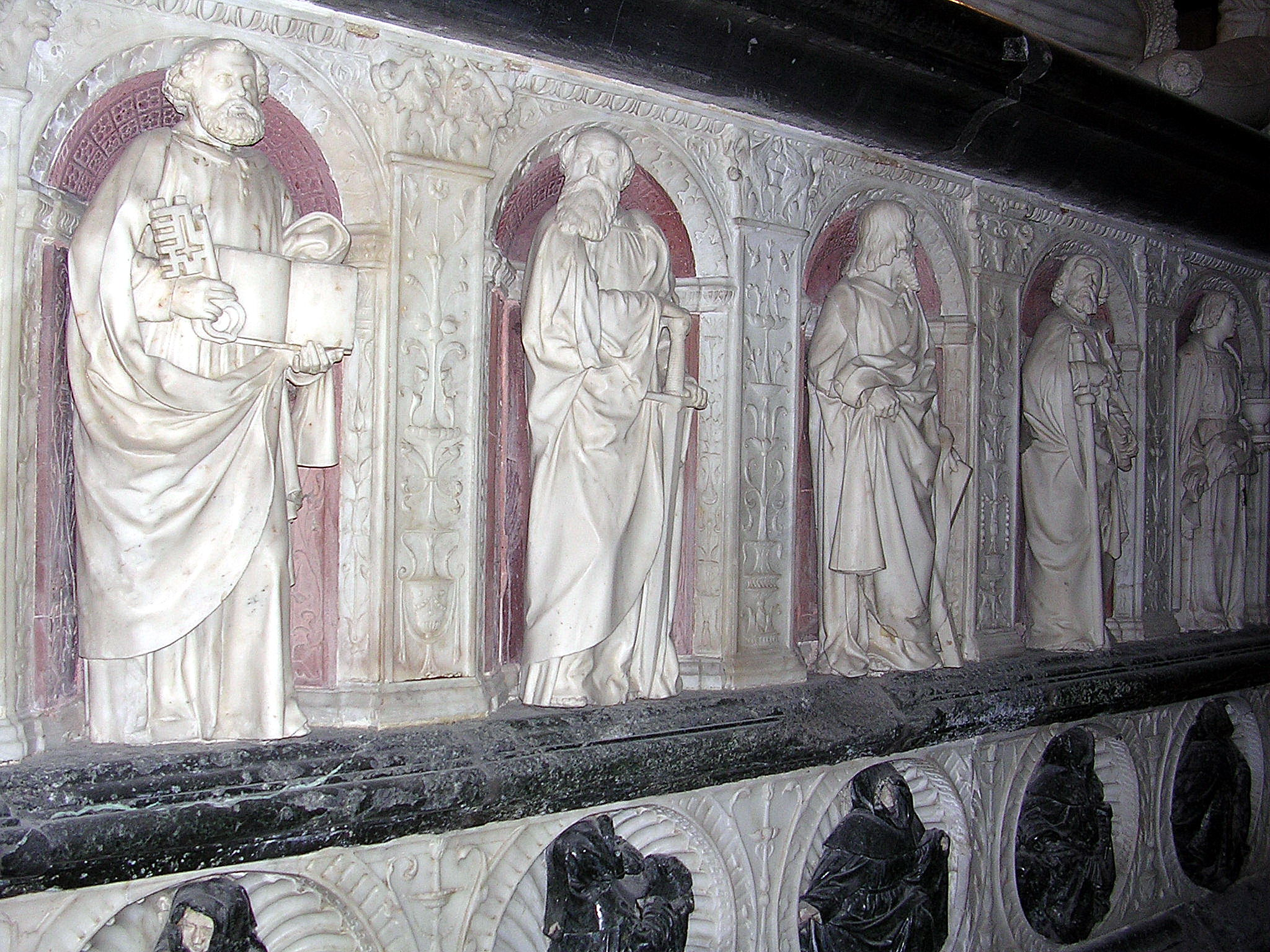
Los apóstoles y las plañideras